# Van Albada (Mondkrater)
Van Albada ist ein Einschlagkrater auf dem Erdmond südöstlich des Mare Crisium. Er schließt sich direkt an den südsüdöstlichen Rand des Kraters Auzout an. Der Krater Krogh liegt genau östlich und im Südsüdwesten befindet sich der deutlich größere Krater Firmicus.
Der Umriss von van Albada ist im Wesentlichen kreisförmig mit einer leichten Ausbuchtung im Nordwesten. Der Kraterwall ist im Norden etwas mächtiger, da er an dieser Stelle durch die Ausläufer des Kraters Auzout verstärkt wird. Im Ostteil unterbricht ein kleiner Einschlagkrater den Kraterrand.
Der Kraterboden ist dunkler als das umgebende Gelände und ähnelt in seiner Albedo dem Mondmeer im Nordwesten.
Ehe der Krater 1976 durch die Internationale Astronomische Union (IAU) seinen heutigen Namen erhielt, war er als 'Auzout A' bekannt.